# Ecografia intravascolare
L'ecografia intravascolare (conosciuta anche con la sigla IVUS, intravascular ultrasound) è una metodologia di imaging medico che utilizza un catetere appositamente progettato con una sonda ecografica ad ultrasuoni miniaturizzata e collegata all'estremità distale del catetere. L'estremità prossimale del catetere è attaccata ad un'apparecchiatura a ultrasuoni computerizzata. L'ecografia intravascolare permette l'applicazione della tecnologia a ultrasuoni (come il trasduttore piezoelettrico o il CMUT, per vedere dall'interno dei vasi sanguigni attraverso la colonna di sangue circostante, visualizzando l'endotelio (la parete interna dei vasi sanguigni) degli individui viventi.
Le arterie del cuore (cioè le arterie coronarie) sono il target di imaging per il quale con maggiore frequenza si ricorre all'IVUS. L'IVUS viene utilizzato nella valutazione delle arterie coronarie per determinare la quantità di placca ateromatosa accumulata in un punto particolare dell'arteria coronaria epicardica. L'IVUS fornisce un metodo unico per studiare la regressione o la progressione delle lesioni aterosclerotiche in vivo. L'accumulo progressivo di placca ateromasica all'interno della parete arteriosa, decennio dopo decennio, è il momento di inizio che porta alla formazione di una placca vulnerabile che, a sua volta, porta a un attacco cardiaco e a una stenosi (restringimento) dell'arteria coronarica). L'IVUS è utile per determinare il volume della placca all'interno della parete dell'arteria e/o il grado di stenosi del lume dell'arteria. Può essere particolarmente utile in situazioni in cui l'imaging angiografico è considerato poco affidabile (ad esempio nel caso del lume delle lesioni ostiali), o dove le immagini angiografiche non visualizzano adeguatamente determinati segmenti di lume (ad esempio nelle regioni corporee con più segmenti arteriosi sovrapposti). Viene anche usata per valutare gli effetti dei trattamenti per la stenosi (ad esempio nel caso di espansione del lume di un'arteria con intervento di angioplastica coronarica percutanea, con o senza stent, e per valutare nel tempo i risultati della terapia medica.

## Vantaggi rispetto all'angiografia
Probabilmente l'impiego più utile dell'IVUS è dato dalla possibilità di visualizzare una placca ateromatosa che non può essere vista dall'angiografia. Questa tecnica col tempo si è evoluta in uno strumento di ricerca estremamente utile per la moderna cardiologia invasiva, ed è stata sempre più utilizzata nel campo della ricerca per comprendere meglio il comportamento del processo di aterosclerosi negli esseri viventi.
L'ecografia intravascolare consente di visualizzare accuratamente non solo il lume delle arterie coronarie ma anche l'ateroma (proteine, tessuto fibroso, grassi e colesterolo) "nascosto" all'interno della parete vascolare. L'ecografia intravascolare ha quindi consentito progressi nella ricerca clinica, fornendo una prospettiva più approfondita e una migliore comprensione del problema.
Nei primi anni '90, la ricerca tramite IVUS sul problema della re-stenosi dopo l'esecuzione di un'angioplastica ha portato a riconoscere che la maggior parte del problema della cosiddetta re-stenosi (termine che nasceva dall'approccio e visualizzazine tramite l'esame angiografico) non era in realtà una vera e propria re-stenosi. Si trattava, invece, semplicemente di un rimodellamento della placca ateromatosa, la quale sporgeva ancora nel lume dell'arteria dopo il completamento dell'angioplastica.

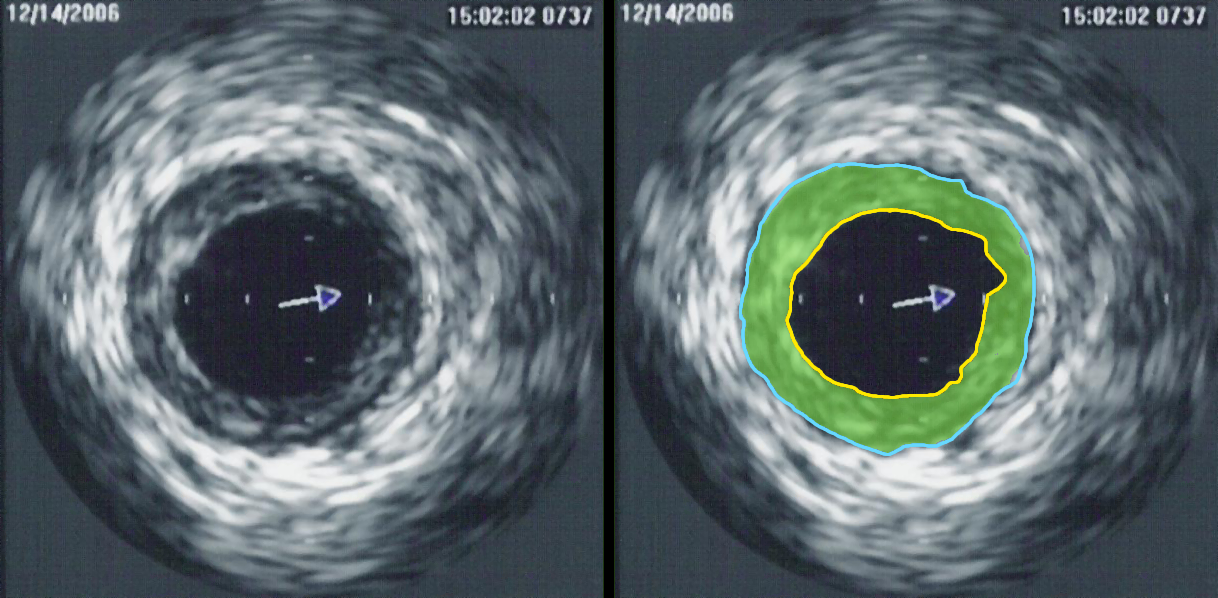
Immagine di un’arteria coronarica (sinistra) vista con tecnica di ultrasuonografia intravascolare, con codice colore (a destra), in cui si delinea il lume (giallo),la membrana elastica esterna (blu) e il carico di placca aterosclerotica (verde).
La percentuale di stenosi è definita come il rapporto tra l'area del lume (giallo) e l'area della membrana elastica esterna (in blu) per 100 volte. Con l'aumento del carico di placca, la dimensione del lume diminuirà e il grado di stenosi aumenterà.

La stenosi, eseguendo un'angiografia, spesso sembrava essersi ridotta solo perché il sangue e il mezzo di contrasto in realtà fluivano intorno e attraverso la placca ateromatosa. La colonna angiografica colorata dal mezzo di contrasto appariva così essere allargata adeguatamente; tuttavia spesso una considerevole porzione di placca si manteneva all'interno del lume appena allargato dall'angioplastica, e il lume stesso rimaneva parzialmente ostruito. Il riconoscimento di questa criticità, evidenziato dall'IVUS, ha favorito l'uso sempre più frequente di stent per mantenere la placca verso l'esterno, contro le pareti interne dell'arteria, al di fuori dal lume.
Inoltre l'esecuzione di esami IVUS è servita anche a rivelare e confermare i risultati indicati dalla ricerca autoptica della fine degli anni '80, dimostrando che la placca ateromatosa tende a causare l'espansione della lamina elastica interna, portando ad un grado di "carico di placca" che l'angiografia tendeva a sottovalutare notevolmente. L'angiografia infatti rivela solo il bordo dell'ateroma che protrude nel lume.
Gli attuali usi clinici dell'ecografia intravascolare includono il controllo di come trattare le lesioni complesse prima dell'angioplastica e il controllo del posizionamento di uno stent intracoronarico all'interno di un'arteria coronaria, dopo l'esecuzione dell'angioplastica. Se uno stent non è adeguatamente espanso contro la parete di un vaso, può verificarsi un flusso turbolento tra lo stent e la parete del vaso stesso. Alcuni autori temono che questa eventualità possa comportare un aumentato rischio di trombosi acuta dell'arteria.

## Svantaggi rispetto all'angiografia
Gli svantaggi principali dell'IVUS come tecnica a cui ricorrere in un laboratorio di cateterismo cardiaco sono: il costo di esecuzione dell'esame, l'incremento del tempo necessario per l'esecuzione della procedura, il fatto stesso di essere una procedura interventistica che, pertanto, dovrebbe essere eseguita solo da angiografisti ben addestrati e con adeguata esperienza in tecniche di cardiologia interventistica. Inoltre, la necessità d'uso del catetere intravascolare, potrebbe comportare un ulteriore piccolo rischio procedurale.
I sistemi di imaging ecocardiografico computerizzato IVUS possono costare intorno a 120000 $ USA, per un sistema basato su carrello e circa 70000 $ USA per una soluzione installata o integrata (il riferimento è a prezzi del 2007).
I cateteri usa e getta che vengono utilizzati per eseguire un singolo esame (cioè le sonde ecografiche intravascolari IVUS) costano in genere circa 780 €(riferimento a procedure di fornitura di dispositivi medici di alcune Aziende Ospedaliere della Lombardia – anno 2012).
In molti ospedali, il sistema IVUS viene acquistato all’interno di un accordo commerciale di bundle (combinazione di più prodotti) basato sull’acquisto di un volume di vendita minimo di componenti monouso (le sonde usa e getta). In altre parole, il costo della console è pagato caricandone il costo sull’acquisto di altri prodotti, inclusi i cateteri IVUS.  Poiché non esiste uno standard, i cateteri IVUS non sono intercambiabili tra produttori diversi, pertanto una volta messa a disposizione una console l’acquisto dei cateteri monouso potrà avvenire tramite un unico fornitore.